# Licania obtusifolia
Licania obtusifolia är en tvåhjärtbladig växtart som beskrevs av Karl Fritsch. Licania obtusifolia ingår i släktet Licania och familjen Chrysobalanaceae. Inga underarter finns listade i Catalogue of Life.